# North Little Rock High School
North Little Rock High School est une école publique à North Little Rock, Arkansas.